# Ředičky
Ředičky jsou malá vesnice, část obce Nechvalice v okrese Příbram ve Středočeském kraji. Nachází se tři kilometry východně od Nechvalic. Vesnicí protéká Slabá. Je zde evidováno 12 adres. V roce 2011 zde trvale žilo jedenáct obyvatel.
Ředičky leží v katastrálním území Ředice o výměře 4 km².

## Historie
První písemná zmínka o vesnici pochází z roku 1391.

## Obyvatelstvo
| Rok            | 1869 | 1880 | 1890 | 1900 | 1910 | 1921 | 1930 | 1950 | 1961 | 1970 | 1980 | 1991 | 2001 | 2011 | 2021 |
| -------------- | ---- | ---- | ---- | ---- | ---- | ---- | ---- | ---- | ---- | ---- | ---- | ---- | ---- | ---- | ---- |
| Počet obyvatel | 104  | 118  | 83   | 68   | 70   | 66   | 75   | 49   | 53   | 36   | 30   | 20   | 15   | 11   | 14   |
| Počet domů     | 11   | 12   | 13   | 12   | 13   | 12   | 12   | 12   | 12   | 10   | 10   | 11   | 10   | 10   | 10   |

## Obecní správa
Při sčítání lidu v letech 1850–1975 Ředičky byly osadou obce Ředice, se kterým patřily nejprve do okresu Sedlčany, ale od roku 1960 v okrese Příbram. Od 1. ledna 1976 jsou částí obce Nechvalice v okrese Příbram.

## Další fotografie

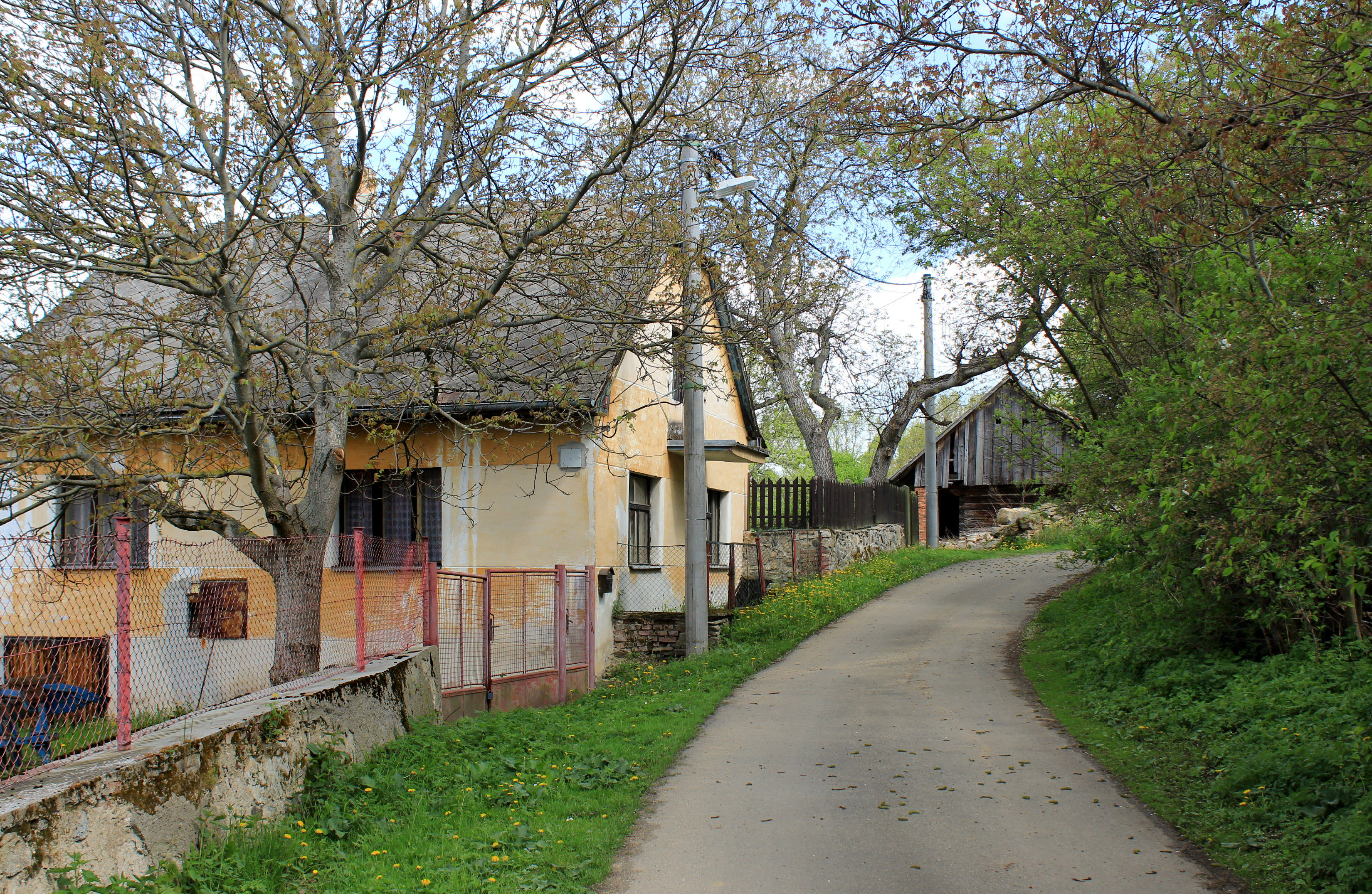
Hlavní (jediná) silnice
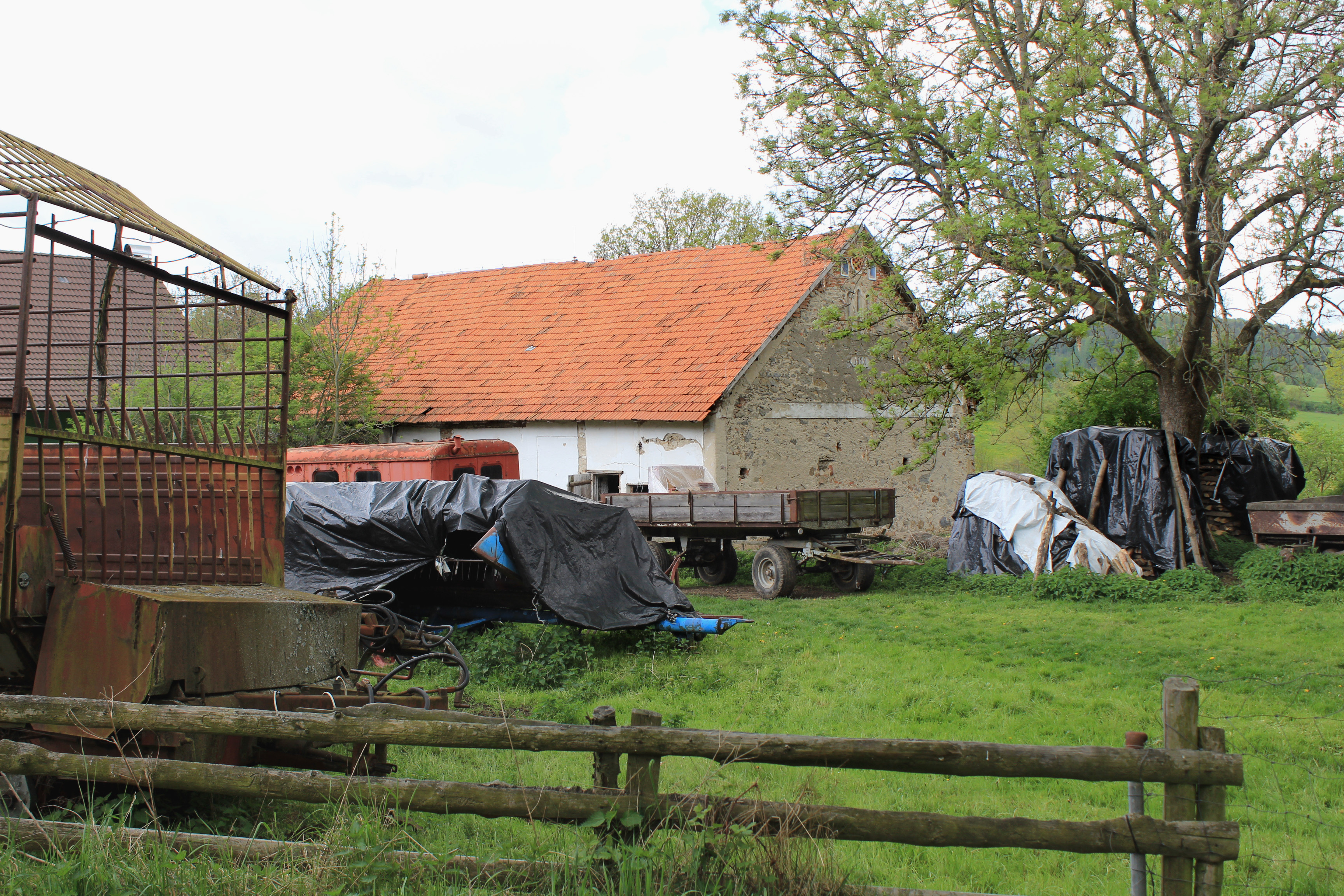
Dvůr na konci vesnice